# Gisella Perl
Gisella Perl (Sighetu Marmației, 10 de desembre de 1907 – Hertseliyya, Israel, 16 de desembre de 1988) fou una ginecòloga jueva romanesa deportada a Auschwitz el 1944, on va poder ajudar centenars de dones com a metgessa. Després de ser transferida a Bergen-Belsen, va sobreviure fins a l'alliberament i va emigrar a Nova York on va continuar treballant com a ginecòloga però també per fer memòria de l'Holocaust. El 1948 va publicar el llibre de memòries I Was a Doctor in Auschwitz. Després va emigrar a Israel amb la seva filla, que s'havia salvat amagada amb una família no jueva. Hi continuà exercint fins a la seva mort.

## Vida
Gisella Perl va néixer a Sighetu Marmaţiei, que aleshores pertanyia a Hongria però després del Tractat de Trianon (1920) passà a ser romanesa. El 1923, als 16 anys, es va graduar de l'escola, primera de la seva classe, única noia i única jueva. Volia estudiar medicina i ho aconseguí malgrat l'oposició inicial del seu pare que considerava que aquests estudis li farien perdre la fe.
Finalment Perl fou una ginecòloga de renom a Sighetu i es va casar amb un altre metge (de cognom Krauss) amb qui tingué un fill i una filla. Amb la invasió dels nazis, el 1944, juntament amb la seva família i la pràctica totalitat de la nombrosa població jueva de la ciutat, va ser deportada a Auschwitz. La seva formació mèdica va fer que Josef Mengele li ordenés de treballar com metgessa al camp. Se li ordenà d'informar de dones embarassades amb la promesa que les durien a un altre camp amb millor alimentació. Però quan Perl descobrí que en realitat les dones embarassades eren exterminades o destinades als experiments de Mengele, que incloïen la vivisecció, va decidir salvar les mares practicant avortaments, malgrat el dilema moral que això li posava.
Després va ser traslladada a Bergen-Belsen on estigué fins a l'alliberament; en aquest moment descobrí que tota la seva família havia estat exterminada i intentà suïcidar-se amb verí, tot i que no ho aconseguí.
El 1947 va arribar als Estats Units per fer una sèrie de conferències. Tenia la intenció de dedicar-se exclusivament a la memòria de l'Holocaust i no exercir la medicina. Però, en un dinar amb Eleanor Roosevelt, aquesta la persuadí de tornar-se a dedicar a la medicina. En principi no aconseguí el permís de residència ja que es considerava que podia haver col·laborat amb els metges nazis. Finalment el 1951 aconseguí la ciutadania estatunidenca. Va treballar a l'Hospital Mount Sinai com a ginecòloga i s'especialitzà en el tractament de la infertilitat.
La seva activitat a la memòria de l'Holocaust es va plasmar en la publicació del llibre "I was a doctor in Auschwitz" (1948). El seu testimoni contribuí també a la condemna d'Irma Grese.
Perl va descobrir que la seva filla, Gabriella Krauss Blattman, havia sobreviscut. El 1979 va anar a viure amb ella a Herzliya, on continuà treballant com a ginecòloga.

## Biografia en pel·lícula
El 2003 es va estrenar la pel·lícula "Out of the Ashes", dirigida per Joseph Sargent, que és una biografia de Perl. El paper de Perl és interpretat per Christine Lahti.